# Sune Hederström
Bo Sune Hederström, född 20 augusti 1883 i Pajala, Norrbottens län, död 7 juli 1958 i Skellefteå, var en svensk jägmästare.
Sune Hederström var son till jägmästaren Robert Hederström och Wilhelmina Montell. Efter studentexamen 1903 gick han samma yrkesbana som fadern. Sune Hederström tog examen vid Skogsinstitutet 1907, blev extra jägmästare 1907, var assistent i Härnösands, Medelpads och Tåsjö revir 1907–1914, jägmästare i Jukkasjärvi revir 1915–1928, tillförordnad överjägmästare i Skellefteå distrikt 1928 och blev överjägmästare 1930. Hederström hade också olika uppdrag, han var ordförande i Skellefteå stadsfullmäktige, Skellefteå flottningsförening och Västerbottens läns nordöstra kristidsstyrelse (från 1939). Han hade Svenska Jägarförbundets hedersmärke i guld. Han var riddare av Nordstjärneorden.
Hederström gifte sig 1910 med Elin Petersson (1886–1954) från Gotland, dotter till hemmansägaren, direktören Ludvig Petersson och Emma Olofsson. De fick sex barn: skådespelaren Bo Hederström (1912–2001), fotografen Marianne Greenwood (1916–2006), jägmästaren Torbjörn Hederström (1918–2009), Ulf Hederström (1920–2001), tandläkaren Dagmar Gimstedt (född 1921) och Briten Schartau (född 1923).